# Zuyderzée
Zuyderzée es el nombre de un departamento del Primer Imperio francés en los actuales Países Bajos. Se formó en 1810, cuando el Reino de Holanda fue anexado por Francia. Su territorio corresponde más o menos las actuales provincias neerlandesas de Holanda Septentrional y Utrecht. Su capital era Ámsterdam. El departamento estuvo subdividido en los siguientes arrondissements y cantones:
- Ámsterdam, cantones: Ámsterdam, Baambrugge, Kudelstaart, Loenen, Naarden, Nieuwer-Amstel, Oud-Loosdrecht, Watergraafsmeer and Weesp.
- Alkmaar, cantons: Alkmaar, De Rijp, Schagen, Texel, Wieringen and Zijpe.
- Amersfoort, cantones: Amersfoort, Rhenen y Wijk bij Duurstede.
- Haarlem, cantones: Beverwijk, Bloemendaal, Haarlem, Heemstede, Oostzaan, Westzaan y Zaandam.
- Hoorn, cantones: Edam, Enkhuizen, Grootebroek, Hoorn, Medemblik, Monnickendam y Purmerend.
- Utrecht, cantones: IJsselstein, Maarssen, Mijdrecht, Schoonhoven, Utrecht y Woerden.

Luego de que Napoleón fuera derrotado en 1814, el département hizo parte del Reino Unido de los Países Bajos.